# 夏見正隆
夏見 正隆（なつみ まさたか、1960年 -）は、日本の小説家、仮想戦記作家。千葉県出身。『レヴァイアサン戦記』（徳間書店）でデビュー。航空機や怪獣を題材とするフィクションを書く。水月郁見の名義でも活動し、ファンタジー作品を発表している。

## 主な作品
- レヴァイアサン戦記（徳間文庫・朝日ソノラマ再刊）
- わたしのファルコン（朝日ソノラマ）
- 海魔の紋章シリーズ（朝日ソノラマ）
- たたかう! ニュースキャスター（朝日ソノラマ）
- 僕はイーグル<スクランブルシリーズ>（徳間文庫）
- 護樹騎士団物語（トクマ・ノベルズEdge）
- イグドラジル -界梯樹-（GA文庫）
- たたかう!図書委員（朝日ノベルズ：水月郁見　名義）
- ダンシング・ウィズ・トムキャット（朝日文庫）